# Garinus van Toul

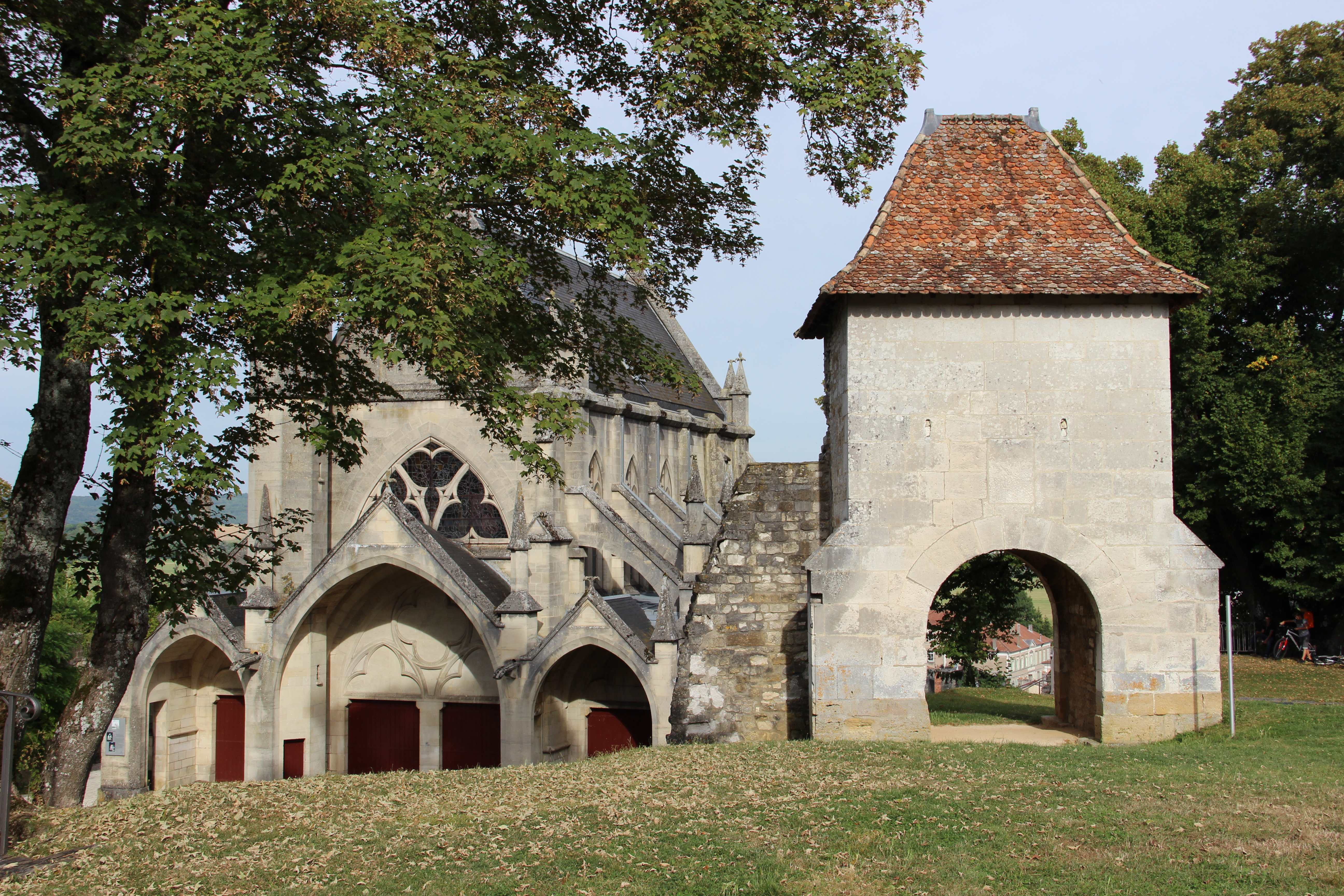
Voormalig kasteel van Vaucouleurs. Bisschop Garinus regelde een schadevergoeding met deze heren om te mogen aftreden.

Garinus (2e helft 12e eeuw – 1e helft 13e eeuw) was prins-bisschop van Toul (1228-1230). Hij deed er alles aan om van zijn bisschopszetel af te geraken en kon aftreden in 1230.

## Levensloop
Garinus was een benedictijn in de abdij van Sint-Aper (Frans: Saint-Evre) in de stad Toul. Toul was een prinsbisdom in het Rooms-Duitse Rijk. Het kapittel van de kathedraal van Toul verkoos hem tot bisschop van Toul (1228). Garinus was toen circa 70 jaar oud. Een jaar later bevestigde Frederik II, Rooms-Duitse keizer, hem als vorst van Toul (1229). 
Garinus was niet opgezet met de benoeming tot prins-bisschop. Hij deed vele inspanningen bij het kapittel om ontslagen te worden. Het kapittel ontsloeg hem op één voorwaarde. Garinus moest de heren van Vaucouleurs in de ban van de kerk slaan. De heren van Vaucouleurs leefden in een Franse enclave binnen het hertogdom Opper-Lotharingen, in het Rooms-Duitse rijk. Zij hadden het dorp Ouches geplunderd. Dit dorp was in handen van het kapittel van Toul. Het kapittel eiste immers schadevergoeding omdat zij inkomsten uit Ouches derfden. Bisschop Garinus regelde een schadevergoeding met de heren van Vaucouleurs van 50 ponden. Onder deze voorwaarde mochten de heren terugkeren naar de Roomse kerk. 
Garinus kreeg zijn ontslag als prins-bisschop en keerde terug naar de abdij van Sint-Aper (1230). Monnik Garinus stierf er op een latere datum.